# Waardveengronden
Een waardveengrond is een bodemtype binnen het Nederlandse systeem van bodemclassificatie dat behoort tot de rauwveengronden. Het zijn veengronden met een dun dek van zware, kalkloze zavel- of klei van maximaal 40 cm dikte. Er kan een donker gekleurde humusrijke bovengrond aanwezig zijn, die echter te dun is om als minerale eerdlaag in de Nederlandse bodemclassificatie te kunnen worden aangemerkt.
De waardveengronden omvatten veel dunne klei-op-veengronden in het Hollands-Utrechtse veengebied, in Friesland en langs de kust van de vroegere Zuiderzee.
Als er sprake is van een dikker zavel- of kleidek van meer dan 40 cm dan is er sprake van een drechtvaaggrond. Kan de bovengrond worden aangemerkt als minerale eerdlaag, dan wordt de bodem geclassificeerd als een weideveengrond.

## Schematische profielbeschrijving
De onderstaande tabel omvat een schematische uiteenzetting van het bodemprofiel van een waardveengrond.
| Horizont | Diepte    | Omschrijving                                                                               |
| -------- | --------- | ------------------------------------------------------------------------------------------ |
| Ahg      | 0–4 cm    | zeer donkerbruine, humusrijke, kalkloze, matig zware klei met iets roest                   |
| ACwg     | 4–15 cm   | geleidelijke overgang naar de C-horizont                                                   |
| Cwg      | 15–30 cm  | donkergrijze, matig humeuze, kalkloze, zeer zware klei; roestvlekken; ruwe prismastructuur |
| 2Cu1     | 30–40 cm  | zwart spalterveen                                                                          |
| 2Cu2     | 40–70 cm  | geoxideerd, weinig verweerd veenmosveen                                                    |
| 2Cr      | 70–120 cm | gereduceerd veenmosveen                                                                    |